# Fussa
Fussa (福生市?, Fussa-shi) è una città situata nella parte occidentale della regione di Tama, fa parte dell'agglomerato metropolitano di Tokyo.

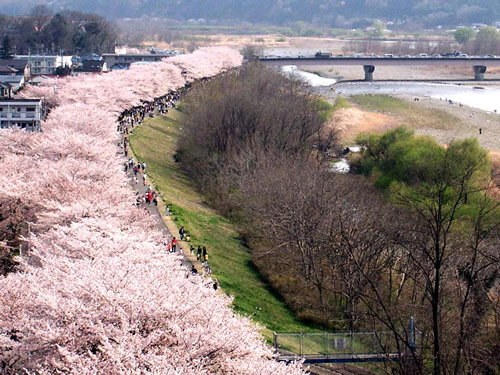
Sakura lungo il fiume Tama.

Circa un terzo dell'area della città è occupato dalla Yokota Air Base dell'Aeronautica militare degli Stati Uniti.

## Geografia
L'area della città si trova sul margine occidentale dell'altopiano del Musashino, delimitata dalle pianure alluvionali del fiume Tama. L'area lungo il fiume ospita numerosi parchi e quasi 300 alberi di ciliegio giapponese con la tipica fioritura primaverile, strutture ricreative e piste ciclabili.

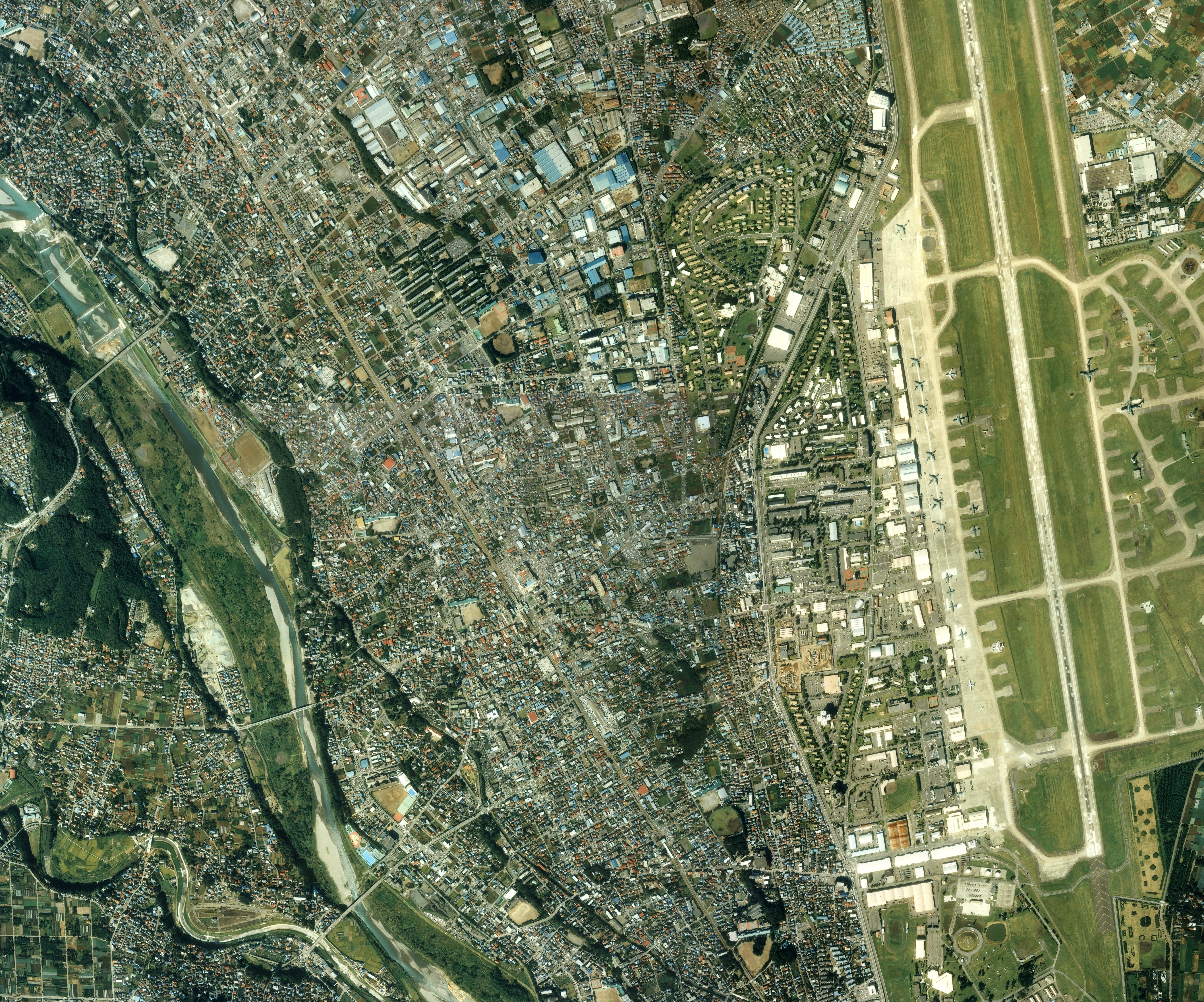
Foto aerea del centro della città di Fussa scattata nel 1989. A destra c'è la base aerea di Yokota e il fiume Tama a sinistra.

## Comuni limitrofi
- Hamura
- Akiruno
- Mizuho
- Tachikawa
- Akishima
- Musashimurayama
- Hachioji

## Storia
All'inizio del periodo moderno, furono fondati due villaggi che quasi si sovrapponevano all'attuale area cittadina. Si tratta del villaggio di Fussa e del villaggio di Kumagawa. Nei primi anni, alcuni documenti li indicano come villaggio Fusa, contea di Tsuzuki, come altri villaggi nel bacino del fiume Tama, ma questo non dimostra con certezza che appartenessero alla contea di Tsuzuki.
L'area dell'attuale Fussa faceva parte dell'antica provincia di Musashi. Durante il periodo Edo, era un territorio tenryō controllato direttamente dallo shogunato Tokugawa e amministrato da vari hatamoto. Nel tardo periodo moderno, con l'aumento della produzione agricola, iniziarono ad essere gestite attività extra-agricole tra le aziende agricole, come la produzione di sake. La famiglia Tamura, feudataria del villaggio di Fussa, continuò l'attività di produzione di sakè di generazione in generazione e ancora oggi è conosciuta con il marchio "Kasen".
Dopo la Restaurazione Meiji, le 26 frazioni dell'area si fusero nei villaggi di Fussa, Kumagawa e Tama. Alcune parti dell'area furono coinvolte nell'incidente di Chichibu del 1884.
L'intero distretto fu trasferito sotto il controllo della metropoli di Tokyo il 1º aprile 1893 e l'anno successivo la ferrovia di Ōme unì Fussa a Tachikawa.
Nel 1940 fu costruito un campo d'aviazione per l'Esercito imperiale giapponese, che nel 1942 divenne il centro di collaudo degli aerei dell'esercito. Il 10 novembre, i villaggi di Fussa e Kumagawa si fondono e formano una città diventando "città di Fussa, distretto di Nishitama, prefettura di Tokyo".
Durante la Seconda guerra mondiale, l'area fu bombardata solo leggermente (una volta nel 1945, con quattro vittime) e le strutture militari furono recuperate per lo più intatte dall'esercito americano dopo la guerra. Nel dopoguerra, Fussa si è espansa rapidamente grazie alla costruzione di quartieri di edilizia popolare ed è stata elevata a città il 1º aprile 1970.

## Trasporti

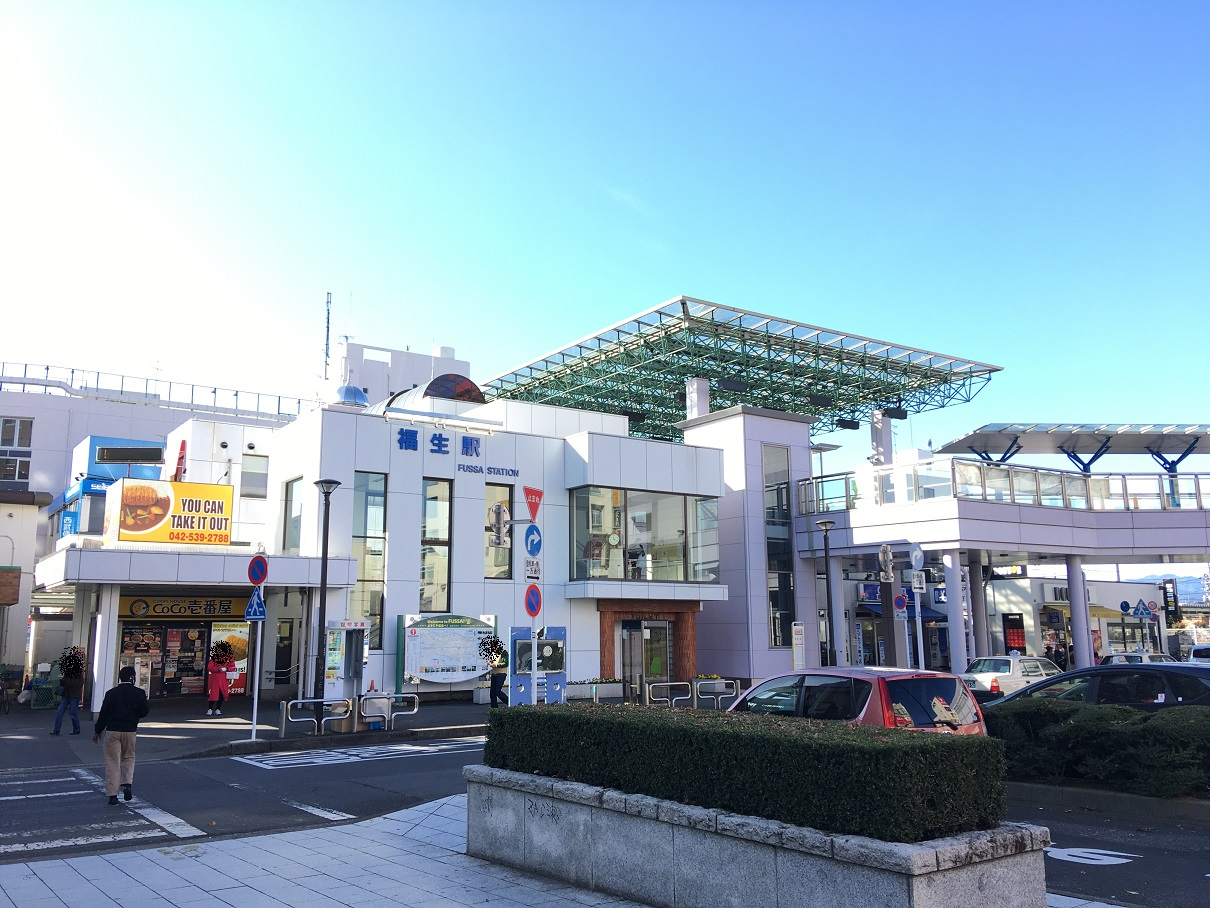
Stazione di Fussa

### Ferrovie
- JR East – Linea Ōme
  - Stazione di Ushihama - Stazione di Fussa
- JR East – Linea Hachikō
  - Stazione di Higashi-Fussa
- JR East – Linea Itsukaichi
  - Stazione di Kumagawa

### Autostrada
- Strada Nazionale 16 del Giappone